# Elektrolunge
Die Elektrolunge ist ein Reizstromgerät, mit dem die Atemhilfsmuskulatur oder die Phrenicusnerven elektrisch angeregt werden können. Taucher bezeichnen elektronisch geregelte Kreislaufatemgeräte ebenfalls als Elektrolungen.

## Anwendung
Zwei mit Hilfe von Gürteln angelegte Elektroden (zwischen Zwerchfellkuppe und unterem Rippenbogen sowie zwischen Rippenbogen und oberem Hüftrand) erzeugen während des Betriebes der Elektrolunge bei der Einatmung einen leichten Reizstrom, der die Kontraktion des Zwerchfells unterstützt. Bei der Ausatmung werden Bauch- und Lendenmuskulatur durch den Reizstrom in der zweiten Elektrode angeregt. Ihre Kontraktion bewirkt ein Hochdrängen des Bauchinhaltes und eine zunehmende Entspannung des Zwerchfells.

## Anwendungsgebiete
- Schwächezustände (bis hin zur Lähmung) der Zwerchfellmuskulatur.
- beim Tauchen (siehe Geschichte des Tauchens)